# Yinotheria
Yinotheria is een voorgestelde basale clade van uitgestorven kroonzoogdieren die de Shuotheriidae, een uitgestorven groep zoogdieren uit het Jura van Eurazië, verenigt met de Australosphenida, een groep zoogdieren bekend van het Jura tot het Krijt van Gondwana, die mogelijk levende Monotremata omvat. Tegenwoordig zijn er slechts vijf overlevende soorten Monotremata die in Australië en Nieuw-Guinea leven, namelijk het vogelbekdier en vier soorten Echidna. Fossielen van Yinotheria zijn gevonden in Engeland, China, Rusland, Madagaskar en Argentinië. In tegenstelling tot andere bekende kroonzoogdieren, behielden ze postdentaire botten in de onderkaak, zoals blijkt uit de aanwezigheid van een postdentaire trog. De bestaande leden (de Monotremata) hebben het typische middenoor van zoogdieren onafhankelijk ontwikkeld.

## Evolutionaire geschiedenis
Volgens genetische moleculaire studies splitsten de Yinotheria zich ongeveer 220 tot 210 miljoen jaar geleden van andere zoogdieren af, in het Trias of het vroege Jura. De oudst bekende fossielen zijn echter jonger en dateren van ongeveer 168 tot 163 miljoen jaar in het Midden-Jura. Deze fossielen zijn de geslachten Pseudotribos uit China, Shuotherium uit zowel China als Engeland, Itatodon uit Siberië en Paritatodon uit Kirgizië en Engeland. Deze geslachten, die behoren tot de familie Shuotheriidae, zijn de enige bekende groep yinotheriërs op het noordelijk halfrond.
De infraklasse Australosphenida verscheen rond dezelfde tijd als Shuotheriidae. De familie Henosferidae, bestaande uit de geslachten Henosferus, Ambondro en Asfaltomylos, is gevonden op het zuidelijk halfrond op locaties in Argentinië en Madagaskar. Dit suggereert dat deze familie in die tijd wijdverbreid en diverser in Gondwana had kunnen zijn; vanwege hun fragiele staat kunnen sommige fossielen echter zijn vernietigd door geologische gebeurtenissen.
De familie Ausktribosphenidae en de eerste Monotremata verschenen in het Vroeg-Krijt, in de regio die nu bekend staat als Australazië. Ondanks dat ze in dezelfde regio van de wereld en in dezelfde periode worden gevonden, heeft recent werk aangetoond dat de oudere Henosferidae het zustertaxon zijn van Monotremata, met Ausktribosphenidae als het volgende zustertaxon in Australosphenida. Ausktribosphenidae omvat de geslachten Bishops en Ausktribosphenos.
Ongeveer 110 miljoen jaar oude monotremate fossiele kaakfragmenten werden gevonden op de Lightning Ridge, New South Wales. Deze fragmenten van de soort Steropodon galmani, zijn de oudst bekende monotremate fossielen. Fossielen van de geslachten Kollikodon, Teinolophos en Obdurodon zijn ook ontdekt. In 1991 werd een fossiele tand van een 61 miljoen jaar oud vogelbekdier gevonden in het zuiden van Argentinië (sindsdien benoemd als Monotrematum, hoewel het nu wordt beschouwd als een Obdurodon-soort). Moleculaire klok en fossiele datering geven een breed scala aan data voor de splitsing tussen mierenegels en vogelbekdieren, waarbij één onderzoek de splitsing op 19 tot 48 miljoen jaar geleden stelt, maar een ander stelt het op 17 tot 89 miljoen jaar geleden. Al deze data zijn recenter dan de oudst bekende vogelbekdierfossielen, wat suggereert dat zowel de kortsnavelige als de langsnavelige mierenegelsoorten zijn afgeleid van een vogelbekdierachtige voorouder.

## Systematiek

### Geschiedenis van classificatie

#### Prototheria
Oorspronkelijk werden Monotremata geclassificeerd als een subklasse van zoogdieren die bekend staat als Prototheria. De namen Prototheria, Metatheria en Eutheria (wat respectievelijk 'eerste beesten', 'veranderde beesten' en 'echte beesten' betekent) verwijzen naar de drie zoogdiergroepen die levende vertegenwoordigers hebben. Elk van de drie kan worden gedefinieerd als een stamclade met een kroongroep verankerd op nog bestaande soorten (respectievelijk de Monotremata, Marsupialia en Placentalia) plus alle fossiele soorten die nauwer verwant zijn aan die kroongroep dan aan enig ander levend dier.
De drievoudige verdeling van levende zoogdieren in Monotremata, buideldieren en placentadieren was al goed ingeburgerd toen Thomas Huxley in 1880 de namen Metatheria en Eutheria voorstelde om de twee laatste groepen in op te nemen. Aanvankelijk behandeld als subklassen, werden Metatheria en Eutheria daarna gegroepeerd als infraklassen van de subklasse Theria, en in meer recente voorstellen verder gedegradeerd (tot cohorten of zelfs magnorders), omdat cladistische herbeoordelingen van de verwantschappen tussen levende en fossiele zoogdieren hebben gesuggereerd dat de Theria zelf in rang moet worden verlaagd, als men überhaupt nog rangen wil gebruiken.
Prototheria daarentegen werd tot voor kort algemeen erkend als een subklasse, op basis van een hypothese die de groep definieerde door twee veronderstelde synapomorfieën:
- vorming van de zijwand van de hersenpan uit een bot dat de anterieure lamina wordt genoemd , in tegenstelling tot het alisphenoïde bij Theria
- een lineaire uitlijning van de knobbels van de kiezen, in contrast met een driehoekige opstelling in Theria

Deze kenmerken leken Monotremata te verenigen met een reeks fossiele orden (Morganucodonta, Triconodonta, Docodonta en Multituberculata) uit het Mesozoïcum in een bredere clade waarvoor de naam Prototheria werd behouden, en waarvan werd gedacht dat Monotremata alleen de laatste overgebleven tak waren (Benton 2005 : 300, 306).

#### Australosphenida-hypothese en Yinotheria
Het bewijs dat het concept Prototheria ondersteunde, wordt tegenwoordig algemeen verworpen. In de eerste plaats heeft het onderzoek van embryo's aangetoond dat de ontwikkeling van de hersenpanwand in wezen identiek is bij Theria en bij Prototheria: de voorste lamina versmelt eenvoudig met het alisphenoïde bij Theria, en daarom is de prototherische toestand van de hersenpanwand basaal voor alle zoogdieren, terwijl de Theria-conditie is afgeleid. Bovendien is de lineaire uitlijning van molaire knobbels ook basaal voor alle zoogdieren. Daarom kan geen van deze toestanden een uniek gedeeld afgeleid kenmerk ofwel synapomorfie leveren dat een prototherische groepering van orden zou ondersteunen die tegenover de Theria zou kunnen worden geplaatst (Kemp 1983).
In een verdere herwaardering lijken de kiezen van embryonale en fossiele Monotremata (nog levende monotremate volwassenen zijn tandeloos) een voorouderlijk patroon van knobbels te vertonen dat vergelijkbaar is met de driehoekige opstelling die wordt waargenomen bij Theria. Sommige eigenaardigheden van dit gebit ondersteunen een alternatieve groepering van Monotremata met bepaalde recent ontdekte fossiele vormen in een voorgestelde nieuwe clade die bekend staat als de Australosphenida, en suggereren ook dat de driehoekige reeks cuspen onafhankelijk kan zijn geëvolueerd bij australospheniden en Theria (Luo et alii 2001, 2002). Australosphenida wordt gekenmerkt door de gedeelde aanwezigheid van een cingulum op de buitenste voorste hoek van de onderste kiezen, een korte en brede talonide, een relatief lage trigonide en een driehoekige laatste onderste premolaar.
De Australosphenida-hypothese blijft controversieel; linguale cingula lijken bijvoorbeeld aanwezig te zijn bij verschillende niet-Australosphenide zoogdieren en sommige studies hebben de mogelijkheid getoond dat Eutheria de zustergroep is van Australosphenida, zonder Monotremata. Als gevolg hiervan geven sommige taxonomen (bijvoorbeeld McKenna & Bell 1997) er de voorkeur aan de naam Prototheria te behouden als passend contrast met de andere groep levende zoogdieren, de Theria. In theorie is de Prototheria taxonomisch overbodig, aangezien Monotremata momenteel de enige orde is die nog steeds met vertrouwen kan worden opgenomen, maar het behoud ervan kan gerechtvaardigd zijn als nieuw fossiel bewijs, of een heronderzoek van bekende fossielen, het mogelijk zou maken uitgestorven verwanten van de Monotremata te identificeren en in een ruimere groep te plaatsen.
Latere kladistische studies vonden ook ook dat Australosphenida het zustertaxon is van Shuotheriidae, een obscure groep zoogdieren uit het Mesozoïcum die werden gevonden in wat nu China is. Kielan-Jaworowska, Cifelli & Luo 2002 hadden dit te zeggen over de Shuotheriidae, in het bijzonder Shuotherium: "Naar onze mening ligt het meest overtuigende bewijs voor de affiniteiten van Shuotherium in de structuur van de laatste premolaar, die opvallende overeenkomsten vertoont met die van Australosphenida. De onderste molaire structuur van Shuotherium en Australosphenida is duidelijk heel anders, en om deze reden plaatsen we Shuotherium niet binnen deze Gondwana-clade. Op basis van het beperkte beschikbare bewijs suggereren we echter dat Shuotherium een verdedigbaar zustertaxon is van Australosphenida".
De Yinotheria werden in 1982 benoemd voor deze groepering, als een legioen. De naam verwijst naar de Yi. In 2004 werden ze gedefinieerd als de groep bestaande uit de laatste gemeenschappelijke voorouder van Shuotheriidae en de Australosphenida, en alle soorten nauwer aan hem verwant dan aan de Morganucodonta, Eutriconodonta, Multituberculata en Theria.

## Taxonomie
In vergelijking met Metatheria en Eutheria, waar er een beter begrip lijkt te zijn van de verwantschappen tussen taxa met substantieel fossiel bewijs, zijn van de Yinotheria weinig fossielen gevonden, meestal bestaande uit (op enkele uitzonderingen na) de kaakbeenderen en tanden. Bovendien lijkt de groep niet zo divers te zijn geweest in hun evolutionaire geschiedenis, in vergelijking met zowel Metatheria als Eutheria. Toekomstige analyse en betere fossiele overblijfselen kunnen het lidmaatschap van Yinotheria beïnvloeden, evenals de verwantschappen tussen stam-Monotremata en de kroongroep Monotremata herschikken en herzien.
Hier volgt een opsomming die nog traditionele rangen aangeeft, voornamelijk naar Benton.
- Onderklasse Yinotheria Chow & Rich 1982 sensu Kielan-Jaworowska, Cifelli & Luo 2004 [Prototheria Gill 1872]
  - Orde †Shuotherida Chow & Rich 1982 [Shuotheridia; Shuotheria]
    - Familie †Shuotheriidae Chow & Rich 1982
      - Geslacht †Pseudotribos Luo, Ji & Yuan 2007
        - †Pseudotribos robustus Luo, Ji & Yuan 2007

      - Geslacht †Shuotherium Chow & Rich 1982
        - †Shuotherium dongi Chow & Rich 1982
        - †Shuotherium shilongi Wang et al. 1998

  - Infraklasse Australosphenida Luo, Cifelli & Kielan-Jaworowska 2001 sensu Kielan-Jaworowska, Cifelli & Luo 2004
    - Orde †Ausktribosphenida Luo, Cifelli & Kielan-Jaworowska 2001
      - Familie †Ausktribosphenidae Rich et al. 1997
        - Geslacht †Bishops Rich et al. 2001
          - †Bishops whitmorei Rich et al. 2001

        - Geslacht †Ausktribosphenos Rich et al. 1997
          - †Ausktribosphenos nyktos Rich et al. 1997

    - Orde †Henosferida Averianov & Lopatin 2011
      - Familie †Henosferidae Rougier et al. 2007
        - Geslacht †Ambondro
          - †Ambondro mahabo Flynn et al. 1999

        - Geslacht †Asfaltomylos Rauhut et al. 2002
          - †Asfaltomylos patagonicus Rauhut et al. 2002

        - Geslacht †Henosferus Rougier et al. 2007
          - †Henosferus molus Rougier et al. 2007

    - Orde Monotremata Bonaparte 1837 sensu Luo, Cifelli & Kielan-Jaworowska 2001
      - Familie Incertae sedis
        - Geslacht †Kryoryctes Pridmore et al. 2005 (wel een stam-monotremata of jonger synoniem van Steropodon)
          - †Kryoryctes cadburyi Pridmore et al. 2005

      - Familie Tachyglossidae Gill 1872 [Echidnidae Burnett 1830]
        - Geslacht †Megalibgwilia Griffiths, Wells & Barrie 1991 (subjectief synoniem of ondergeslacht van Zaglossus)
          - †Megalibgwilia robusta (Dun 1895) (subjectief synoniem van Zaglossus robustus)
          - †Megalibgwilia ramsayi (Owen 1884) (ouder synoniem van Megalibgwilia owenii)

        - Geslacht Zaglossus Gill 1877 [Proechidna Gervais 1877; Acanthoglossus Gervais 1877; Bruynia Dubois 1882; Bruijia Thomas 1883; Prozaglossus Kerbert 1913]
          - †Murrayglossus Glauert 1914 (zou kunnen behoren tot een nieuw geslacht)
          - Zaglossus bruijni (Peters & Doria 1876)
          - Zaglossus attenboroughii Flannery & Groves 1998
          - Zaglossus bartoni Thomas 1907

        - Geslacht Tachyglossus Illiger 1811 [Acanthonotus Goldfuss 1809; Echidna Cuvier 1798; Echinopus Fischer de Waldheim 1814; Syphomia Rafinesque 1815]
          - Tachyglossus aculeatus (Shaw 1792) Illiger 1811

      - Familie †Kollikodontidae Flannery et al. 1995
        - Genus †Kollikodon Flannery et al. 1995 (kan een zoogdiervorm zijn van onzekere plaatsing)
          - †Kollikodon ritchiei Flannery et al. 1995

      - Familie †Steropodontidae Archer et al. 1985
        - Geslacht †Teinolophos Rich et al. 1999 (kan een basale monotremata of een stam-monotremata zijn)
          - †Teinolophos trusleri Rich et al. 1999

        - Geslacht †Steropodon Archer et al. 1985
          - †Steropodon galmani Archer et al. 1985

      - Familie Ornithorhynchidae Gray 1825
        - Geslacht †Monotrematum Pascual et al. 1992 (hier beschouwd als een basale ornithorhynchide; anders subjectief synoniem van Obdurodon)
          - †Monotrematum sudamericanum Pascual et al. 1992

        - Geslacht †Obdurodon Woodburne & Tedford 1975
          - †Obdurodon insignis Woodburne & Tedford 1975
          - †Obdurodon tharalkooschild Pian, Archer & Hand 2013
          - †Obdurodon dicksoni Archer et al. 1992

        - Geslacht Ornithorhynchus Blumenbach 1800 [Dermipus Wiedermann 1800; Platypus Shaw 1799 non Herbst 1793]
          - Ornithorhynchus anatinus (Shaw 1799) Blumenbach 1800

## Fylogenie
Hieronder is een vereenvoudigde boom uit Averianov et alii, 2014 gewijzigd naar Woodburn, 2003 en Ashwell, 2013
|  | †Pseudotribos |
|  |               |
|  | †Shuotherium  |
|  |               |

|  | †Bishops          |
|  |                   |
|  | †Ausktribosphenos |
|  |                   |

|  | †Henosferus                                                 |
|  |                                                             |
|  | \| \| †Ambondro \| \| \| \| \| \| †Asfaltomylos \| \| \| \| |
|  |                                                             |
|  | †Ambondro                                                   |
|  |                                                             |
|  | †Asfaltomylos                                               |
|  |                                                             |

|  | †Ambondro     |
|  |               |
|  | †Asfaltomylos |
|  |               |

|  | †Henosferus                                                 |
|  |                                                             |
|  | \| \| †Ambondro \| \| \| \| \| \| †Asfaltomylos \| \| \| \| |
|  |                                                             |
|  | †Ambondro                                                   |
|  |                                                             |
|  | †Asfaltomylos                                               |
|  |                                                             |

|  | †Ambondro     |
|  |               |
|  | †Asfaltomylos |
|  |               |

|  | †Bishops          |
|  |                   |
|  | †Ausktribosphenos |
|  |                   |

|  | †Henosferus                                                 |
|  |                                                             |
|  | \| \| †Ambondro \| \| \| \| \| \| †Asfaltomylos \| \| \| \| |
|  |                                                             |
|  | †Ambondro                                                   |
|  |                                                             |
|  | †Asfaltomylos                                               |
|  |                                                             |

|  | †Ambondro     |
|  |               |
|  | †Asfaltomylos |
|  |               |

|  | †Henosferus                                                 |
|  |                                                             |
|  | \| \| †Ambondro \| \| \| \| \| \| †Asfaltomylos \| \| \| \| |
|  |                                                             |
|  | †Ambondro                                                   |
|  |                                                             |
|  | †Asfaltomylos                                               |
|  |                                                             |

|  | †Ambondro     |
|  |               |
|  | †Asfaltomylos |
|  |               |

|  | †Pseudotribos |
|  |               |
|  | †Shuotherium  |
|  |               |

|  | †Bishops          |
|  |                   |
|  | †Ausktribosphenos |
|  |                   |

|  | †Henosferus                                                 |
|  |                                                             |
|  | \| \| †Ambondro \| \| \| \| \| \| †Asfaltomylos \| \| \| \| |
|  |                                                             |
|  | †Ambondro                                                   |
|  |                                                             |
|  | †Asfaltomylos                                               |
|  |                                                             |

|  | †Ambondro     |
|  |               |
|  | †Asfaltomylos |
|  |               |

|  | †Henosferus                                                 |
|  |                                                             |
|  | \| \| †Ambondro \| \| \| \| \| \| †Asfaltomylos \| \| \| \| |
|  |                                                             |
|  | †Ambondro                                                   |
|  |                                                             |
|  | †Asfaltomylos                                               |
|  |                                                             |

|  | †Ambondro     |
|  |               |
|  | †Asfaltomylos |
|  |               |

|  | †Bishops          |
|  |                   |
|  | †Ausktribosphenos |
|  |                   |

|  | †Henosferus                                                 |
|  |                                                             |
|  | \| \| †Ambondro \| \| \| \| \| \| †Asfaltomylos \| \| \| \| |
|  |                                                             |
|  | †Ambondro                                                   |
|  |                                                             |
|  | †Asfaltomylos                                               |
|  |                                                             |

|  | †Ambondro     |
|  |               |
|  | †Asfaltomylos |
|  |               |

|  | †Henosferus                                                 |
|  |                                                             |
|  | \| \| †Ambondro \| \| \| \| \| \| †Asfaltomylos \| \| \| \| |
|  |                                                             |
|  | †Ambondro                                                   |
|  |                                                             |
|  | †Asfaltomylos                                               |
|  |                                                             |

|  | †Ambondro     |
|  |               |
|  | †Asfaltomylos |
|  |               |